# François Masclef
François Masclef, né à Amiens vers 1663, mort le 14 novembre 1728, est un prêtre catholique et hébraïsant français, auteur d'une méthode nouvelle pour apprendre l'hébreu.

## Biographie

### Formation
Entré très jeune dans l'état ecclésiastique, il apprit le grec, l'hébreu, le chaldéen, le syriaque et l'arabe pour approfondir l'étude de la Bible.

### Carrière ecclésiastique
Il fut d'abord curé de Raincheval. Instruit de ses grandes connaissances, l'évêque Feydeau de Brou fit de lui le directeur du séminaire diocésain, puis le nomma chanoine de la cathédrale, et l'admit dans son intimité. Mais tout changea pour lui à la mort de son protecteur (1706) : le nouvel évêque, Pierre Sabatier, était très hostile à ses penchants jansénistes (qui l'amenèrent ensuite à s'opposer à la bulle Unigenitus), et il fut démis de toutes ses fonctions dans le diocèse, ne conservant que son titre de chanoine. Il avait écrit plusieurs textes pendant le temps de ses responsabilités auprès de l'évêque Feydeau de Brou, dont un Catéchisme du diocèse d'Amiens (placé sous le nom du prélat).

### Spécialiste de l'hébreu
Comme hébraïsant, il poussa jusqu'au bout les conclusions de Louis Cappel sur l'origine et la valeur des points-voyelles de l'hébreu (Arcanum ponctuationis revelatum, 1624) ainsi que sur la valeur du texte massorétique (Critica sacra, 1634) : les points-voyelles sont une invention très postérieure à l'époque biblique (comme l'avait déjà montré Élie Lévita) et donc n'ont aucune autorité quant à la prononciation originelle ; mais de plus ils contribuent à rendre rébarbatif l'enseignement de l'hébreu et encombrent les grammaires de règles complètement inutiles. Masclef reprocha à Cappel de ne pas avoir eu l'audace de franchir le pas : « libérer » l'hébreu du pesant héritage des punctatores. Il publia une Grammatica Hebraica a punctis aliisque inventis Massorethicis libera (Paris, 1716). Il proposait de prononcer arbitrairement, après chaque consonne, la voyelle qui se trouve dans son nom (de prononcer le daleth « da », le ghimel « ghi », le resh « re », etc.).
Cette rupture avec la tradition suscita une controverse : il eut des partisans, comme Edme Pourchot, qui enseigna l'hébreu au collège Sainte-Barbe suivant sa méthode, ou le Père Charles-François Houbigant, qui publia dans son sillage un ouvrage intitulé Racines hébraïques sans points-voyelles, ou Dictionnaire hébraïque par racines (Paris, 1732). La Grammaire hébraïque de Masclef eut d'ailleurs trois autres éditions (Paris, 1743 ; Cologne, 1749 ; Paris, 1781, cette dernière abrégée et améliorée par Luc-François Lalande). Mais il reçut aussi de vives critiques : notamment celles du bénédictin Pierre Guarin, qui l'attaqua d'abord dans la préface du premier volume de sa très savante et traditionnelle Grammaire hébraïque (Paris, 1724), à quoi Masclef répondit par un texte de 24 pages in-12, en français (Paris, 1724), puis dans toute la préface du second volume (Paris, 1726, plus de cent pages in-4). Il eut aussi comme autre adversaire le jésuite espagnol Didace de Quadros. Il leur opposa une dissertation intitulée Novæ Grammaticæ argumenta ac vindiciæ, qu'il laissa inachevée à sa mort. Son ami l'abbé Jean-Philippe-René de La Bléterie termina ce texte, et le joignit à une autre publication posthume, une Grammaire chaldaïque, syriaque et samaritaine (Paris, 1731, servant de second tome à la Grammaire hébraïque).